# Zakrzewo (wieś w powiecie kolskim)
Zakrzewo – wieś w Polsce, położona w województwie wielkopolskim, w powiecie kolskim, w gminie Babiak.

## Historia
Była wsią duchowną należącą do kleru i stanowiła własność biskupów włocławskich. Odnotowana została w historycznych dokumentach podatkowych. Według regestu poborowego powiatu przedeckiego z 1557 roku wieś leżała w parafii Lubotyń i liczyła 17 łanów powierzchni. Znajdowało się w niej wówczas: 9 czynszowników, 3 łany sołtysie, 1 łan plebana oraz 3 zagrodników. W 1785 roku położona była w powiecie przedeckim województwa brzeskokujawskiego.
Po rozbiorach Polski miejscowość znalazła się w zaborze pruskim. Jako wieś oraz osadę leżącą w powiecie kolskim w gminie i parafii Lubotyń wchodzącą w skład dóbr lubotyńskich opisał ją XIX wieczny Słownik geograficzny Królestwa Polskiego. W 1827 roku we wsi było 16 domów, które zamieszkiwało 168 mieszkańców. W 1895 domów było już 39, a liczba mieszkańców wzrosła do 313. W miejscowości mieszkało również 30 osadników. Miejscowość liczyła wówczas 676 morg obszaru.
W latach 1975–1998 miejscowość należała administracyjnie do województwa konińskiego.